# Basilinna
Basilinna är ett släkte med fåglar i familjen kolibrier. Släktet omfattar endast två arter som förekommer från sydöstra Arizona i USA söderut till Nicaragua:
- Californiakolibri (B. xantusii)
- Vitörad kolibri (B. leucotis)

Släktet inkluderas traditionellt i Hylocharis. DNA-studier visar dock att de inte är varandras närmaste släktingar.